# Bertram Kostant

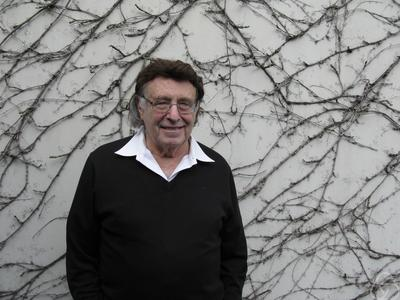
Bertram Kostant beim Workshop “Enveloping Algebras and Geometric Representation Theory” in Oberwolfach, 2009

Bertram Kostant (* 24. Mai 1928 in Brooklyn, New York; † 2. Februar 2017 in Roslindale, Boston) war ein US-amerikanischer Mathematiker, der sich mit Lie-Gruppen, Lie-Algebren, Darstellungstheorie, homogenen Räumen, Differentialgeometrie (symplektischer Geometrie, symmetrischen Räumen) und mathematischer Physik (beispielsweise Toda-Gittern) beschäftigte.

## Leben und Werk
Kostant ging in New York City zur Schule, wo er 1945 an der Stuyvesant High School seinen Abschluss machte. Ab 1950 studierte er an der Purdue University, erhielt 1951 an der University of Chicago seinen Master-Abschluss und wurde dort 1954 bei Irving Segal mit der Dissertation Representations of a Lie Algebra and its Enveloping Algebra on Hilbert Space promoviert. 1953 bis 1955 war er am Institute for Advanced Study (sowie 1966/67), danach Lecturer an der Princeton University und ab 1956 Assistenzprofessor in Berkeley, wo er 1961 Associate Professor und 1962 Professor wurde. 1961 wurde er Sloan Research Fellow. Ab 1962 war er Professor am MIT, wo er 1993 emeritierte.
Bekannt wurde er beispielsweise für seine Beiträge zur Theorie der geometrischen Quantisierung (Pre-Quantization), die um die gleiche Zeit auch Jean-Marie Souriau entwickelte. Er entwickelte die Theorie auch am Beispiel der Toda-Gitter.
1978 wurde er in die National Academy of Sciences gewählt. Er war außerdem ab 1962 Mitglied der American Academy of Arts and Sciences. 1970 war er Invited Speaker auf dem Internationalen Mathematikerkongress in Nizza (Orbits and quantization theory). Für 2016 wurde ihm die Wigner-Medaille zugesprochen. Er war Fellow der American Mathematical Society.
Zu seinen Doktoranden zählen James Lepowsky, Moss Sweedler und David Vogan.
Seine gesammelten Abhandlungen sollen ab 2008 bei Springer erscheinen.